# 피트 욘
피트 욘(Pete Yorn, 1974년 7월 27일 ~ )은 미국의 싱어송라이터이자 기타리스트이다.